# 长芦清了
长芦清了（真歇），宋朝禅宗僧人，蜀人。他少小出家，以试《法华经》得度，在成都学习经论后出蜀到沔汉，在曹洞宗名德丹霞子淳而开悟。后来历游五台、汴京、长芦等处，高宗绍兴元年（1131，一作建炎末），南游普陀，在山顶结庵，收门人多名。有语录，著《净土集》传世。